# Ткачёв, Константин Макарович
Константин Макарович Ткачёв (28 мая [9 июня] 1888, Витебск — 4 апреля 1927, Харбин) — российский военнослужащий, генерал-майор (1919), георгиевский кавалер (1917). Участник Первой мировой войны и Гражданской войны в России.

## Биография
Родился 28 мая 1888 года (ст. ст) в Витебске, в семье подполковника.
В 1907 году окончил Тифлисский кадетский корпус и 27 июля 1907 года вступил в службу. В 1909 году по 1-му разряду окончил Александровское военное училище и в чине подпоручика гвардии 5 августа 1909 года направлен во 2-й лейб-гвардии стрелковый батальон Гвардейской стрелковой бригады в Царском Селе.
С 8 августа по 25 сенрября 1909 года состоял младшим офицером роты Его Высочества, а с 29 сентября 1909 года был заведующим школы подпрапорщиков. 3 марта 1912 года направлен в пулемётную команду, а 9 апреля 1913 года назначен её командиром.
Участник Первой мировой войны в составе 2-го Царскосельского стрелкового полка в котором с 28 ноября 1915 по 17 июля 1916 года командовал 10-й ротой; с 23 июля 1916 года — временный командир, а с 20 сентября 1916 года по 25 марта 1917 года — командир 3-го батальона полка. Был дважды контужен (29 ноября 1911 года и 9 августа 1916 года).
25 марта 1917 года был назначен начальником 1-й школы гренадер, формируемой при Особой армии Юго-Западного фронта.
С началом Гражданской войны в августе-сентябре 1918 года формировал в Челябинске и являлся командиром 3-го Уральского кадрового горных стрелков полка 1-й Уральской кадровой горных стрелков бригады в составе 3-го Уральского армейского корпуса.
В начале 1919 года — командир 1-й бригады и помощник начальника 11-й Уральской стрелковой дивизии, затем с 18 мая по 15 июля 1919 года — начальник 4-й Уфимской стрелковой дивизии 2-го Уфинского армейского корпуса. Принимал участие в весеннем наступлении Западной армии к Волге, боях под Уфой. За неудачные действия дивизии в ходе боёв под Златоустом был отстранён от командования по приказу генерала С. Н. Войцеховского.
17 июля 1919 года допущен к временному исполнению должности генерала для поручений при командубщем 3-й Западной армии. Участник Сибирского Ледяного похода.
В эмиграции жил в Китае. Член Общества офицеров гвардии на Дальнем Востоке.
Скончался 4 апреля 1927 года в Харбине и был похоронен на Новом (Успенском) кладбище.

## Военные чины
- подпоручик гвардии (5 августа 1909 года)
- поручик (6 декабря 1912 года)
- штабс-капитан («за боевые отличия», 17 июля 1916 года)
- капитан («за боевые отличия», 28 декабря 1916 года)
- полковник (1917 год)
- генерал-майор (18 мая 1919 года)

## Награды
- Медаль «В память 100-летия Отечественной войны 1812 года» (1912; светло-бронзовая)
- Медаль «В память 300-летия царствования дома Романовых» (1913; светло-бронзовая)
- Медаль «За труды по отличному выполнению всеобщей мобилизации 1914» (1915; светло-бронзовая)
- Орден Святой Анны 4 степени с надписью «За храбрость» (20 октября 1914 года, ВП 23.02.1915)
- Орден Святого Станислава 3 степени с мечами и бантом (15 февраля 1915 года)
- Орден Святого Владимира 4 степени с мечами и бантом (3 марта 1915 года)
- Орден Святой Анны 3 степени с мечами и бантом (4 марта 1915 года)
- Золотое оружие «За храбрость» (29 мая 1915 года; «за то, что 11 февраля 1915 года скрытно выдвинул пулемёты на 400—500 шагов от окопов противника у деревни Рудка-Скрода[англ.] и сидьным и действительным огнём во фланг позиции противника подавил его пулемётный и оружейный огонь, чем содействовал переправе батальона по узкой гати у деревни Скрода. 12 февраля, когда немцы произвели контратаку, удачным огнём остановил их наступление. Затем в продолжении четырёх дней, осыпаемый артиллерийским огнём, сохранил свою позицию и не дал немцам утвердиться на переправе через Скроду».)
- Орден Святого Станислава 2 степени с мечами (9 октября 1915 года)
- Орден Святой Анны 2 степени с мечами (5 октября 1916 года)
- Орден Святого Георгия IV класса (10 февраля 1917[1]; «за то, что будучи в чине поручика, в бою 26 августа 1914 года при атаке полком укреплённой позиции противника около фольварка Калишаны, лично командуя пулемётами, под сильным действительным пулемётным и артиллерийским огнём противника, действием управляемых пулемётов настолько ослабил артиллерийский, ружейный и пулемётный огонь противника, что позволил атаковавшим ротам своего полка завладеть неприятельской позицией и захватить: 6 гаубиц, 6 лёгких орудий, 2 пулемёта и взять 221 пленного при 11 офицерах»[2].)